# 橘木城
橘木城（たちばなきじょう）は、鹿児島県霧島市の国分平野北部にあった日本の城（山城）。橘城、橘之城、曽於郡城、剣之宇都城（けんのうとじょう）、神山城とも呼ばれる。

## 構造
国分平野北方に広がる春山原と呼ばれるシラス台地と姫木城の間に位置する。城の基盤となる山体は岩戸火砕流による溶結凝灰岩からなり、東西850メートル、南北200メートル、標高は150-180メートルで、東側、南側および西側は断崖となっている。
西の城（にっのじょ）および東の城（ひがっのじょ）と呼ばれる二つの曲輪から構成される。西の城の山頂部には土塁に囲まれた本丸があり、南西へ貫抜瀬戸と呼ばれる尾根を介して姫木城と接続していた。本丸の東側に大手門、西側に搦手門を配し、北部に水源があった。東の城は北東に春山原と接しており、西の城と東の城の狭間に岩戸坂と呼ばれる道が通じていた。

## 歴史
720年（養老4年）に起きた隼人の反乱において隼人側が立て籠もった比売之城（ひめのき）は、この橘木城と姫木城を合わせて指していたと考えられている。1337年（建武4年11月）、肝付兼重、野辺盛忠、大隅忠国らが重久篤兼を攻めたが退けられた。1352年（文和元年）から1362年（貞治元年）にかけて島津氏久が攻めたものの税所氏に退けられた。1483年（文明15年）、税所新助が帖佐城（平山城）の島津忠廉を攻めて敗退したことから城は明け渡された。1519年（永正16年11月）に伊集院尾張守が籠城したが、翌8月に島津忠廉の参戦を見て降伏し城は本田兼親の所有となった。
1930年（昭和5年）、西の城の下をトンネルで抜ける日豊本線が開通した。1973年（昭和48年）、山の上に送電線の鉄塔が建てられた。1993年（平成5年）8月1日から翌日にかけての豪雨（平成5年8月豪雨）により西の城の一部が崩壊し、流下した土砂の中から中世の陶磁器や石臼が発見された。